# Phragmatobia unipuncta
Phragmatobia unipuncta là một loài bướm đêm thuộc phân họ Arctiinae, họ Erebidae.